# جی برگر
 جی برگر (انگلیسی: Jay Berger؛ زاده ۲۶ نوامبر ۱۹۶۶) یک تنیس‌باز اهل ایالات متحده آمریکا است.